# وينثروب أميس
وينثروب أميس (بالإنجليزية: Winthrop Ames)‏ هو مدير موسيقي وكاتب مسرحي ومخرج أمريكي، ولد في 25 نوفمبر 1870 في إيستون في الولايات المتحدة، وتوفي في 3 نوفمبر 1937 في بوسطن في الولايات المتحدة.

## وصلات خارجية
- وينثروب أميس على موقع IMDb (الإنجليزية)
- وينثروب أميس على موقع الموسوعة البريطانية (الإنجليزية)
- وينثروب أميس على موقع قاعدة بيانات برودواي على الإنترنت (الإنجليزية)
- وينثروب أميس على موقع قاعدة بيانات برودواي على الإنترنت (الإنجليزية)